# 紡車旁的葛麗卿
《紡車旁的葛麗卿》（德語：Gretchen am Spinnrade），Op. 2（D 118）是弗朗茨·舒伯特第一首發表的藝術歌曲，其曲名與歌詞內容取自劇作家歌德的《浮士德·悲劇第一部》，第18景。舒伯特一生寫了六百多首、為鋼琴與人聲而做的藝術歌曲，為此領域做出了莫大的貢獻，而紡車旁的葛麗卿即是其中非常著名的一首。此曲原本是為了女高音而寫，但後來也有改寫給女中音與其他聲部的版本。舒伯特于1814年10月19日创作此曲，当时他还未满18岁。

## 簡介
本曲屬於通作式歌曲（through-composed song），曲式是ABACADA'，由於歌曲的A段不斷出現，並做為下一段的動機，這種歌曲亦被稱為反覆歌式（Modified strophic）。鋼琴伴奏右手以重複的音形模擬紡車的織布聲，而左手部分同時象徵腳踩紡車踏板的聲音，以及葛麗卿隨心情起伏的心跳聲。

## 原詩全文與翻譯
| Gretchen am Spinnrade Franz Schubert Meine Ruh ist hin, mein Herz ist schwer; ich finde,ich finde sie nimmer und nimmermehr. Wo ich ihn nicht hab, ist mir das Grab, die ganze Welt ist mir vergällt. Mein armer Kopf ist mir verrückt, meiner armer Sinn ist mir zerstückt. Meine Ruh ist hin, mein Herz ist schwer, ich finde, ich finde sie nimmer und nimmermehr. Nach ihm nur schau ich zum Fenster hinaus, nach ihm nur geh ich aus dem Haus. Sein hoher Gang, sein edle Gestalt, seines Mundes Lächeln, seiner Augen Gewalt, Und seiner Rede Zauberfluß, Sein Händedruck, und ach! sein Kuß! Meine Ruh ist hin, mein Herz ist schwer, ich finde sie nimmer und nimmermehr. Mein Busen drängt sich nach ihm hin, Ach dürft ich fassen und halten ihn, Und küssen ihn, so wie ich wollt, an seinen Küssen Vergehen sollt! | 紡車旁的葛麗卿 法蘭茲·舒伯特 我的平靜失落， 我的心情沉重， 我再也不能，再也不能， 找回以前的我。 沒有他的地方， 於我一如墳場， 沒有他的世界， 於我索然無味。 我可憐的腦袋， 已然瘋狂混亂， 我可悲的理智， 已然莫衷一是。 我的平靜失落， 我的心情沉重， 我再也不能，再也不能， 找回以前的我。 只為了看他， 我望著窗外， 只為了見他， 我走出門外。 他矯健的步伐， 他高貴的身影， 他嘴角的微笑， 他眼神的魅力， 他絕妙的言談， 令我出神， 他摯切的握手， 還有，啊，他的吻！ 我的平靜失落， 我的心情沉重， 我再也不能，再也不能， 找回以前的我。 我炙熱的渴望 滿心滿懷， 啊，如果我得以 擁他入懷， 並如我所欲的 一吻所愛， 我情願在他的吻中 就此消逝！ |

## 錄音
歷史上關於本曲著名的錄音有：
- 愛莉·艾默玲（英语：Elly Ameling） 與 約爾格·德穆斯（英语：Jörg Demus）
- 愛莉·艾默玲 與 道爾頓·鮑德溫（英语：Dalton Baldwin）
- 芭芭拉·邦尼（英语：Barbara Bonney） 與 杰弗里·帕森斯（英语：Geoffrey Parsons）
- 珍妮特·貝克（英语：Janet Baker） 與 杰拉爾德·穆爾（英语：Gerald Moore）
- 尼娜·哈根，Street CD, 1991, 標題為 'Gretchen' （葛麗卿）
- 安妮·蘇菲·馮·奧特（英语：Anne Sofie von Otter）, Schubert Lieder with Orchestra CD，由克勞迪奧·阿巴多指揮的歐洲室內樂團伴奏。

其他值得注意的錄音版本還有凱瑟琳·費里爾、芮妮·弗萊明、道恩·奧普修、克里斯塔·路德維希、克里絲塔·路德維希、昆杜拉·雅諾維茨、潔西·諾曼、伊姆加德·澤弗里德、伊莉莎白·舒曼、洛特·萊曼、羅塞特·翁道伊、伊丽莎白·施瓦茨科普夫等等。

## 文學
- Walter Dürr, Arnold Feil: Reclams Musikführer. Franz Schubert. Reclam, Stuttgart 1994, ISBN 3-15-010367-3.